# Bathyaulax
Bathyaulax is een geslacht van insecten uit de familie der schildwespen (Braconidae).

## Kenmerken
Dit geslacht heeft een goudkleurig borststuk, een staalblauw achterlijf en een brede, afgeronde kop met lange antennen. De vleugels zijn rookbruin. Het vrouwtje bezit een legboor. De lichaamslengte varieert van 1,5 tot 2 cm.

## Verspreiding en leefgebied
Dit geslacht komt voor in Afrika en Zuidoost-Azië.

## Nuttigheid
Dit geslacht wordt gekweekt en uitgezet tegen schadelijke rupsen, die stengels van graangewassen aanboren.

## Soorten
Deze lijst van 64 stuks is mogelijk niet compleet.
- B. andrewi Kaartinen & Quicke, 2007
- B. angolensis Fahringer, 1941
- B. appelatrix (Cameron, 1909)
- B. artoi Kaartinen & Quicke, 2007
- B. atripennis (Szepligeti, 1914)
- B. atrox Kaartinen & Quicke, 2007
- B. aurora (Brues, 1924)
- B. bicolor Szepligeti, 1906
- B. bifoveae Kaartinen & Quicke, 2007
- B. buntikae Kaartinen & Quicke, 2007
- B. concavitarsis (van Achterberg & Sigwalt, 1987)
- B. concolor Szepligeti, 1906
- B. cyanogaster (Szepligeti, 1901)
- B. delagoaensis (Cameron, 1909)
- B. dubiosus Szepligeti, 1911
- B. erythropus Kaartinen & Quicke, 2007
- B. flavipera (Enderlein, 1920)
- B. fortisulcatus (Strand, 1912)
- B. fossulatus Fahringer, 1941
- B. foveiventris (Roman, 1912)
- B. fritzeni Kaartinen & Quicke, 2007
- B. heinii Kaartinen & Quicke, 2007
- B. hirticeps (Cameron, 1909)
- B. ikonenae Kaartinen & Quicke, 2007
- B. jimii Kaartinen & Quicke, 2007
- B. juhai Kaartinen & Quicke, 2007
- B. kersteni (Gerstaecker, 1870)
- B. kossui Kaartinen & Quicke, 2007
- B. kupariensis Kaartinen & Quicke, 2007
- B. kvisti Kaartinen & Quicke, 2007
- B. larjuskini Kaartinen & Quicke, 2007
- B. lucidus (Szepligeti, 1911)

- B. marjae Kaartinen & Quicke, 2007
- B. martinii (Gribodo, 1879)
- B. mimeticus (Cameron, 1906)
- B. minerva (Brues, 1924)
- B. monteiroii (Cameron, 1909)
- B. nigripennis (Szepligeti, 1914)
- B. nigritarsus Kaartinen & Quicke, 2007
- B. nigroconus Kaartinen & Quicke, 2007
- B. odontoscapus (Cameron, 1904)
- B. ollilae Kaartinen & Quicke, 2007
- B. perspicax (Szepligeti, 1905)
- B. pickeri Kaartinen & Quicke, 2007
- B. pippolaensis Kaartinen & Quicke, 2007
- B. ramosus Kaartinen & Quicke, 2007
- B. raunoi Kaartinen & Quicke, 2007
- B. ruber (Bingham, 1902)
- B. rufa (Szepligeti, 1906)
- B. rufus Szepligeti, 1908
- B. rugiventris Enderlein, 1920
- B. somaliensis (Szepligeti, 1914)
- B. striolatus (Szepligeti, 1914)
- B. suvie Kaartinen & Quicke, 2007
- B. syraensis (Strand, 1912)
- B. translucens (Fahringer, 1935)
- B. vannouhuysae Kaartinen & Quicke, 2007
- B. varipennis (Szepligeti, 1914)
- B. varkonyii Kaartinen & Quicke, 2007
- B. waterloti (Fahringer, 1935)
- B. williami Kaartinen & Quicke, 2007
- B. xanthostomus (Cameron, 1906)
- B. xystus Fahringer, 1931
- B. zonatus Fahringer, 1931